# Eucereon apicalis
Eucereon apicalis là một loài bướm đêm thuộc phân họ Arctiinae, họ Erebidae.